# 權力歸花兒

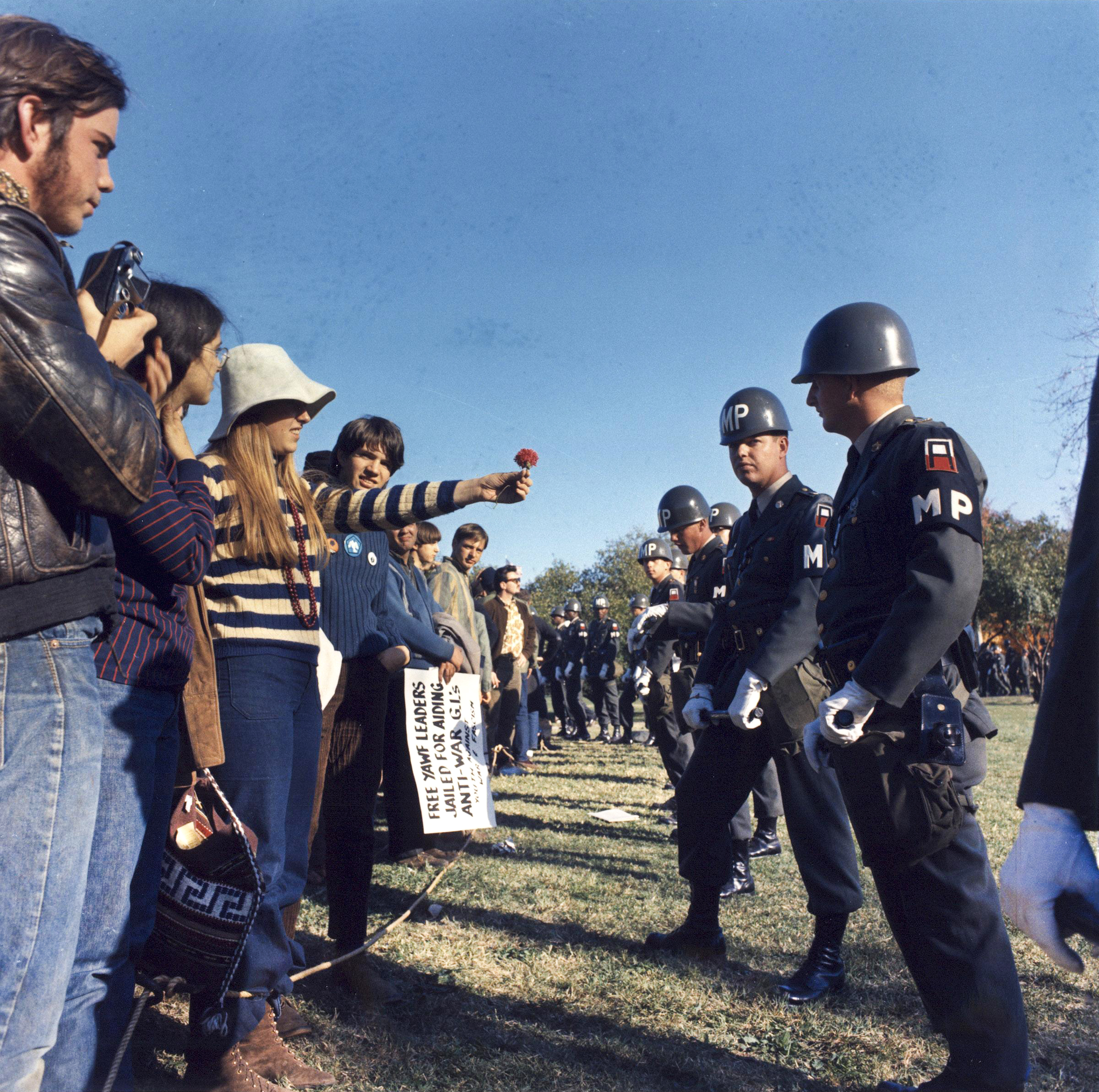
一名示威者在1967年10月21日於阿靈頓的反越戰抗議活動中將花兒遞給美軍宪兵。

權力歸花兒（英語：Flower power，亦稱為花的力量、權力歸花或權力歸花的精神）是在1960年代末至1970年代初美國反文化活動的口號，標誌著消極抵抗和非暴力思想。源於反越戰運動。這口號是由美國垮掉派詩人艾倫·金斯堡於1965年所提出的，主張以和平方式來反對戰爭。嬉皮士信奉象徵主義，他們身穿繡花和色彩鮮明的衣服，頭上戴花，並且向市民派發鮮花，因而被稱為花的孩子。口號後來概括為一個現代人與嬉皮士運動、毒品文化、迷幻药物音樂、迷幻藝術和社會放任有關。

## 起源
權力歸花兒起源於加利福尼亞州柏克萊，是反越南戰爭運動的一個象徵。1965年11月，艾倫·金斯堡發表了以「如何能有進展或景象」（How to Make a March/Spectacle）為題的文章，他提出示威者應將「群眾的花兒」（Masses of flowers）給予警察、傳媒、政治家和旁觀者。使用花兒、玩具、旗幟、糖果和音樂等道具是為了把原本的反戰集會形式轉為以街頭劇場的模式來展現，從而減少恐懼、憤怒和威脅等與抗議一脈相承的因素。特別是，艾倫·金斯堡希望對付支持戰爭，並且威脅要暴力破壞在柏克萊加州大學所舉辦的反戰示威的地獄天使摩托車團的「幽靈」。艾倫·金斯堡的方法使抗議受到積極的關注，並且讓權力歸花兒成為反文化運動不可或缺的標誌。

## 運動
1966年後期，權力歸花兒以街頭流動戲劇形式已經從加利褔尼亞蔓延至美國其他地區。麵包和木偶劇團在紐約市舉行的多次抗議活動中派發氣球和鮮花連同他們的反戰文學。《非暴力工作坊》（Workshop in Nonviolence）是一本由紐約活動（New York activists）出版的雜誌，鼓勵使用權力歸花兒這口號。1967年5月，阿比·霍夫曼組織了花兒團，作為紐約市歌頌在越南的士兵的遊行的一支正式隊伍。新聞報導拍攝到，手持花兒、旗幟和印有LOVE字樣的粉紅色海報的花兒團成員遭到旁觀者的襲擊和毆打。為了向暴力行為作出回應，阿比·霍夫曼在《非暴力工作坊》中寫道：「計劃在東河種植水仙花。將連串蒲公英圍住就職中心...「權力 歸花兒這口號」引起了全國的回響。我們是不會枯萎的。」
1967年5月，在接下來的星期日，《非暴力工作坊》宣佈軍人節為「權力歸花兒日」並在中央公園舉行集會來抗衡傳統的遊行。集會人數偏低，據阿比·霍夫曼指，集會是無效的，因為街頭流動戲劇的對抗性遠比集會來得大。
1967年10月，阿比·霍夫曼和傑里·魯賓協助組織了進軍五角大樓，利用了權力歸花兒的概念來打造一個戲劇場面。這個想法包括呼籲遊行者試圖讓五角大樓飄浮起來。當遊行者與2500名陸軍國民警衛隊士兵在五角大樓前所組成的路障對峙時，他們將花兒放在士兵的步槍槍管中。
《權力歸花兒》，一幅由華盛頓星報攝影師伯尼·波士頓所拍攝的普立茲獎提名照片成為反越南戰爭時期的經典象徵。相片攝於1967年10月21日在進軍五角大樓，展示了一名年輕、長髮、穿高領毛衣的男子將康乃馨放在憲兵的步槍槍管中（這位青年後來被認認是喬治·埃傑利·哈里斯三世，一名18歲來自紐約並正在前往三藩市途中的演員，並以藝名芙蓉在當地演出。）

## 對後世的影響
權力歸花兒的標誌性中心是位於加利福尼亞州三藩市的海特阿什伯里區。到1960年代中期，海特阿什伯里的街道交叉口已經成為迷幻搖滾音樂的一個焦點。不少音樂人和樂隊，例如傑佛森飛船、感激的死者和賈尼斯·喬普林均住在距離交叉口很近的地方。1967年爱之夏期間，數以千計的嬉皮士聚集在那裡以打入排行榜的歌曲作宣傳，例如《三藩市（務必在你的頭髮上戴上鮮花）》。1967年7月7日，《時代雜誌》以「嬉皮士：亞文化的哲学」（The Hippies: Philosophy of a Subculture）作為封面故事，而在8月哥倫比亞廣播公司新聞則以「嬉皮士的誘惑」（The Hippie Temptation）來報導，與此同時，其他主要媒體亦展露對嬉皮士亞文化的全國性重視和全國和世界各地的權力歸花兒運動的宣傳。

## 延伸閱讀
- Bennett M. Berger, "Hippie morality—more old than new " （页面存档备份，存于）,Society, Volume 5, Number 2 / December, 1967
- Stuart Hall, "The Hippies: an American 'moment'", CCCS selected working papers, Centre for Contemporary Cultural Studies, Routledge, 2007, ISBN 0-415-32441-6